# Lussac-les-Églises
Lussac-les-Églises település Franciaországban, Haute-Vienne megyében. Lakosainak száma 463 fő (2022. január 1.). Lussac-les-Églises Coulonges-les-Hérolles, Tilly, Brigueil-le-Chantre, Jouac, Magnac-Laval, Saint-Léger-Magnazeix, Saint-Martin-le-Mault, Tersannes és Verneuil-Moustiers községekkel határos.

## Népesség
A település népességének változása:
| Lakosok száma | 496  | 524  | 539  | 532  | 510  | 488  | 466  | 463  | 463  |
|               | 2013 | 2015 | 2016 | 2017 | 2018 | 2019 | 2020 | 2021 | 2022 |